# Timofej Andrijashenko
Timofej Andrijashenko (ruso: Тимофей Андрияшенко, transliterado: Timofej Andrijašenko; Riga, 29 de noviembre de 1994) es un bailarín letón, primer bailarín del cuerpo de ballet del Teatro La Scala desde 2018.

## Biografía
Timofej Andrijashenko comenzó a estudiar ballet a los nueve años en la Academia Nacional Estatal de su Riga natal y en 2009 participó en la 24ª edición del Concurso Internacional de Danza Ciudad de Spoleto, ganando una beca para estudiar en la Escuela Superior de Ballet Ruso de Génova.
De marzo a octubre de 2014, bailó en el cuerpo de baile del Teatro dell'Opera di Roma bajo la dirección de Micha van Hoecke, bailando papeles solistas y principales. En noviembre de 2014 se incorporó al cuerpo de baile del Teatro alla Scala, del que fue proclamado primer bailarín en febrero de 2018.
Su repertorio en La Scala incluye muchos de los principales papeles masculinos, como Albrecht en Giselle, Romeo en Romeo y Julieta, Basilio en Don Quijote, Des Grieux en L'histoire de Manon, Cavalier en El Cascanueces de George Balanchine, Lensky y el personaje del título homónimo en Onegin de John Cranko, Sigfrido en El lago de los cisnes, el príncipe Désiré en La bella durmiente y Conrad en Le Corsaire.
Tras verle bailar en Woolf Works de Wayne McGregor en La Scala con Alessandra Ferri, el director artístico del Royal Ballet, Kevin O'Hare, le invitó a bailar en el Covent Garden en la primavera de 2020, durante la cual Andrijashenko interpretó a Romeo junto a la Julieta Melissa Hamilton en Romeo y Julieta de Kenneth MacMillan. El 1 de enero de 2022, fue uno de los invitados de Roberto Bolle en la quinta edición de Danza conmigo, emitida en Rai 1.
Mantiene una relación con su colega Nicoletta Manni desde 2012 y la pareja se comprometió en julio de 2022 tras una actuación de Bolle and Friends en la Arena de Verona.